# Impedenzometria

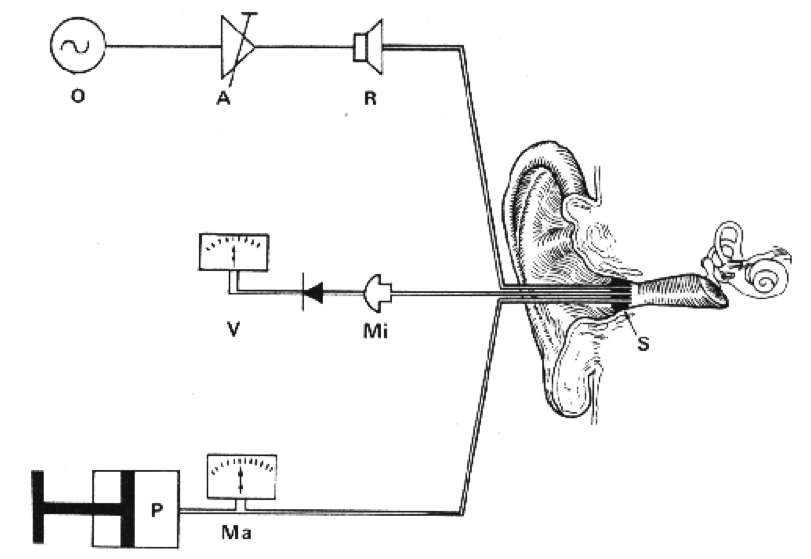
Schema di impedenzometro

L'impedenzometria studia i fattori che si oppongono alla trasmissione delle vibrazioni sonore.
Con un unico apparecchio, l'impedenzometro, possono essere eseguiti due test fondamentali per la valutazione dell'orecchio medio. L'intero esame dura più o meno 5 minuti.
La sonda dell'impedenzometro contiene tre tubicini: 
- un generatore di suono con frequenza 250 Hz (con suoni gravi l'impedenza è in funzione della rigidità e del suo inverso: cedevolezza o compliance);
- un microfono che capta il suono riflesso dal timpano e lo trasduce in corrente continua;
- un generatore di differenze di pressione (mm H2O).